# Jules-Léon Dutreuil de Rhins
 (mai 2017).
Jules-Léon Dutreuil de Rhins est un géographe et explorateur français né le 2 janvier 1846 à Lyon et mort le 5 juin 1894 au Tibet oriental, assassiné par des Tibétains.

## Biographie

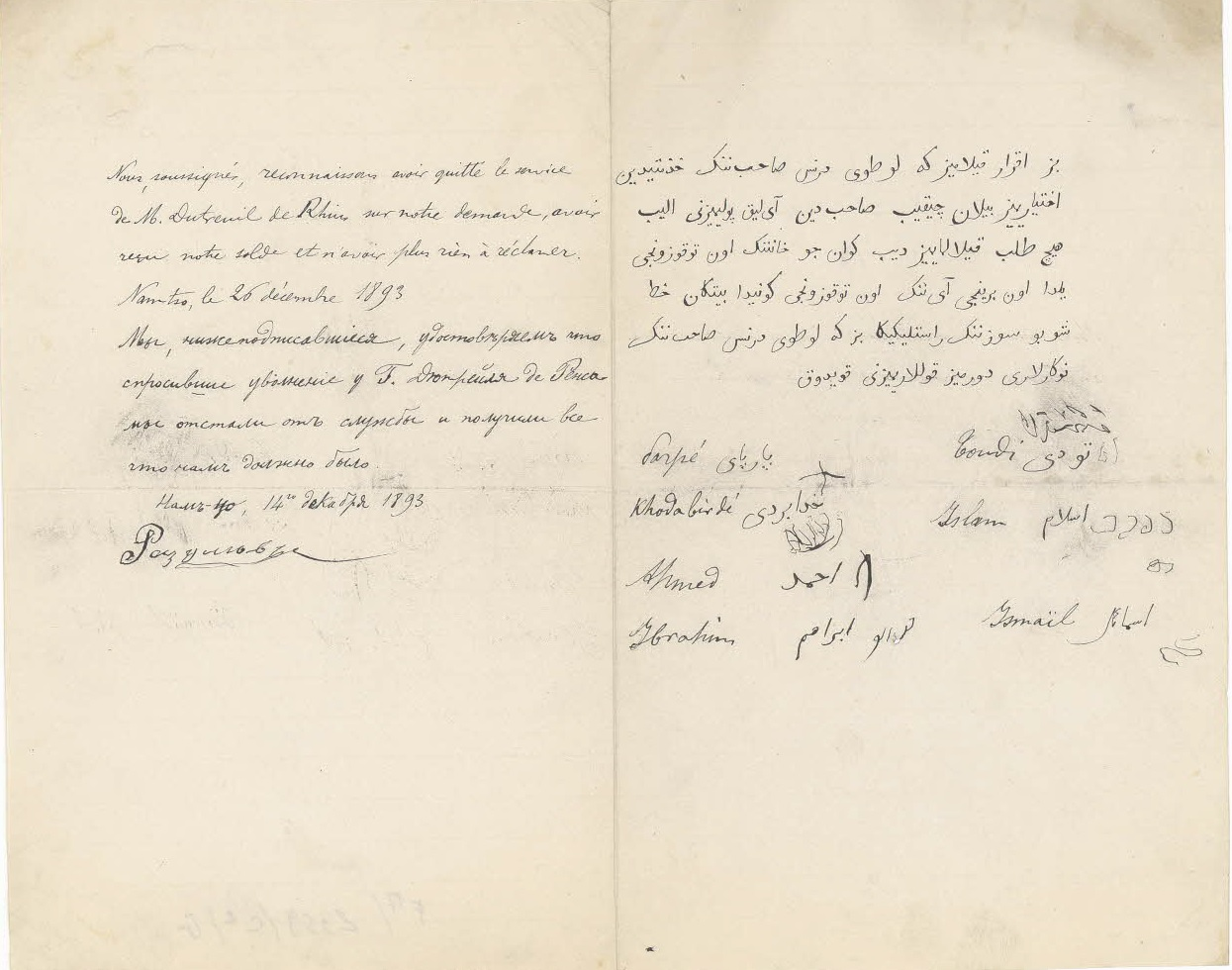
Acte de démission des accompagnateurs de Dutreuil de Rhins en français, russe et turc, 26 décembre 1893. Archives nationales de France.

Après des études à l'École navale, il commence sa carrière dans la marine marchande, puis entre dans la marine militaire lors de l'expédition du Mexique avant de revenir à la marine marchande comme capitaine au long cours. Il fait ses premières armes de géographe en 1876 lors de relevés cartographiques dans l'Annam. En 1881, il dresse une nouvelle carte de l'Indochine française, puis en 1883, il accompagne Savorgnan de Brazza dans sa mission d'exploration de l'Ouest africain.
Après une période sédentaire de 1884 à 1890 pendant laquelle il travaille au dépôt des cartes et plans de la Marine, il décide d'organiser une mission d'exploration en Haute-Asie. Accompagné de Fernand Grenard, il part en 1891 et se concentre sur le Turkestan oriental (actuel Xinjiang) et le Tibet. En 1893, les deux hommes tentent d'atteindre Lhassa mais ils apprennent près du Tengri Nor, que l'accès leur est interdit. Ils décident de revenir à Xining mais il est tué lors d'un accrochage avec des Goloks près de la localité de Tom-Boumdo, dans ce qui est aujourd'hui la province du Qinghai, le 5 juin 1894. Grenard parvient à s'échapper. 
Les résultats de cette expédition seront publiés en 1897-1898 par son jeune associé, Fernand Grenard, sous le titre Mission scientifique dans la Haute-Asie.

## Sources
- Mission scientifique dans la Haute-Asie 1890-1895, vol. 1 (voir bibliographie) Mission Scientifique dans la Haute Asie 1890-1895 : vol.1 Mission Scientifique dans la Haute Asie 1890-1895 : vol.2 Mission Scientifique dans la Haute Asie 1890-1895 : vol.3
- Archives nationales : Mission Dutreuil de Rhins en Haute Asie
- (fr) Les voyages de Dutreuil de Rhins et Grenard sur le site de Jean Dif.